# NGC 34

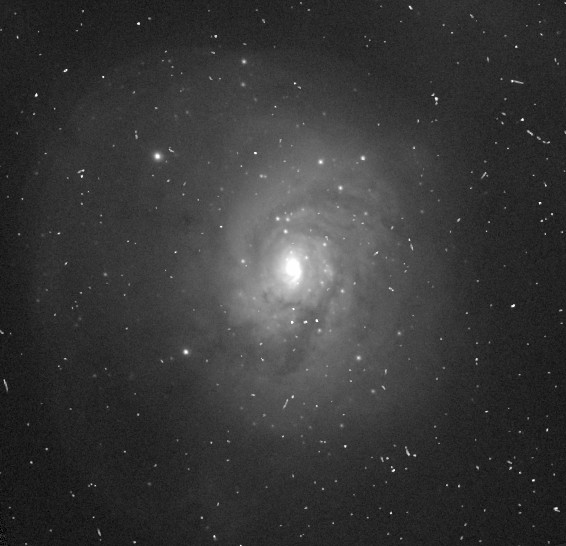
المناطق الوسطى لمجرة إن جي سي 34 لديها بنية حلزونية.

إن جي سي 34 أو إن جي سي 17 هي مجرة حلزونية تقع في اتجاه كوكبة قيطس نشأت 'إن جي سي 34 نتيجة لعملية اندماج بين مجرتين من نوع مجرة قرصية، مما أدى مؤخرا إلى انفجار نجمي في المناطق الوسطى واستمرار نشط لتشكيل النجوم.المجرة لا تزال غنية بالغاز، ولها نواة مجرية واحدة. وتقع على بعد 250 مليون سنة ضوئية من الشمس.و نظرا لحالة الاندماج الكبير إن جي سي 34 لا يوجد لديها اذرع حلزونية محددة مثل مجرة درب التبانة. وخلافا لمجرة درب التبانة، فإن شريط مركز نواة المجرة مشوهة. الاندماج دمر أي منطقة مجرية قابلة للسكنى التي قد كانت هناك قبل الاندماج.

## الاكتشاف
وقد اكتشفت المجرة في عام 1886 من قبل عالم الفلك الأميركي فرانك مولر. وأدرجت في الفهرس العام تحت إن جي سي 17، و في يوم 21 نوفمبر من نفس العام رصد لويس سويفت نفس المجرة وأدرجت في الفهرس العام تحت إن جي سي 34.